# Plommonbacken

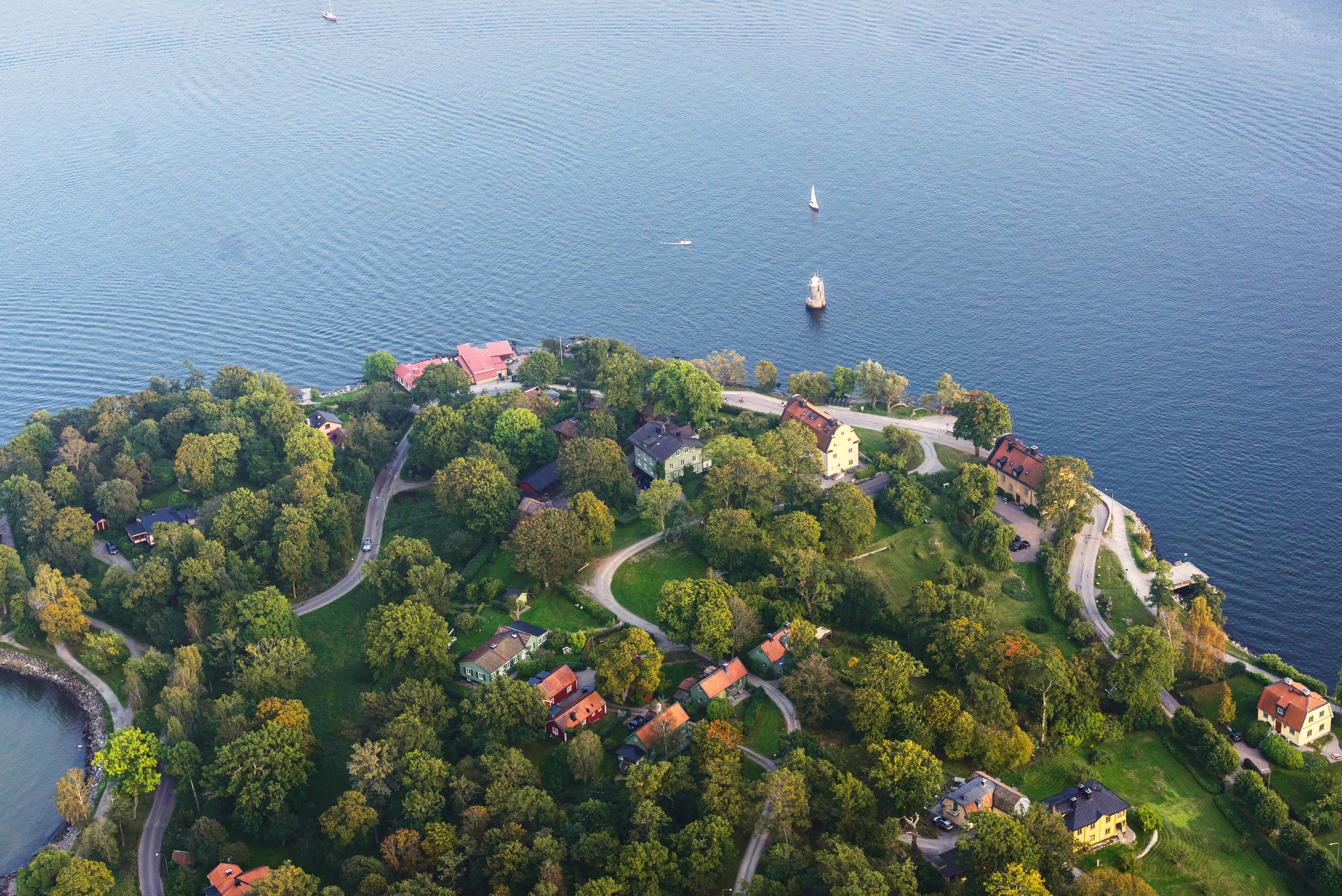
Plommonbacken, vy mot öster, 2014.

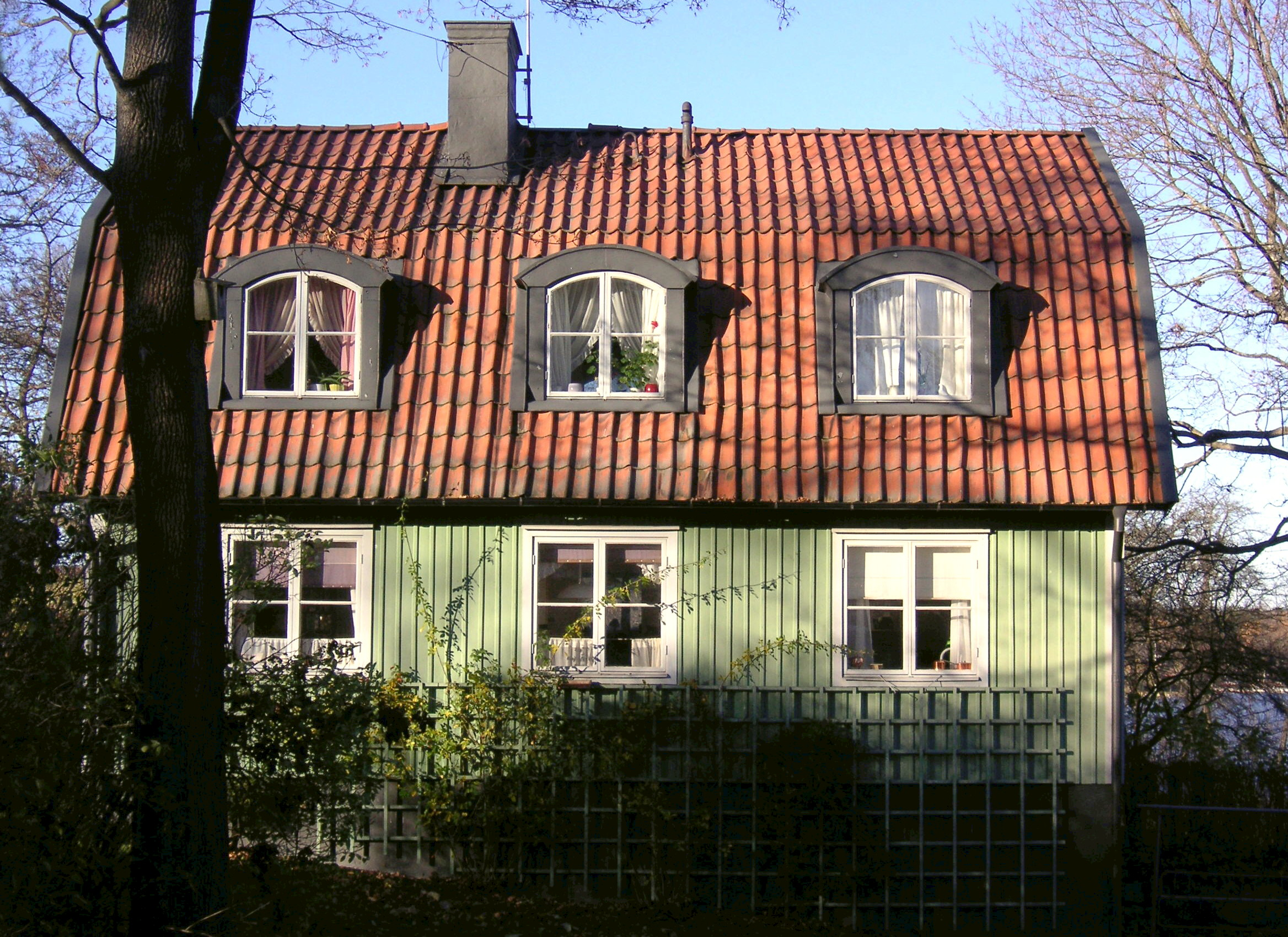
Ett av Plommonbackens gröna hus, 2007.

Plommonbacken är ett område på östra delen av Blockhusudden på Södra Djurgården i Stockholm. Nedanför Plommonbacken ligger de historiska byggnaderna för Stora sjötullen.

## Historik
På 1770-talet blev området upplåtet till hamninspektorn A. Valentinsson som började uppföra mindre sommarnöjen. I husens trädgårdar odlades med förkärlek plommon, därav namnet "Plommonbacken". Valentinssons son fortsatte med faderns arbete att bygga sommarhus och han sprängde bort en del av berget som fanns här ute. Graniten från berget användes på 1790-talet för bland annat bygget av Norrbro inne i Stockholm. 
De flesta av Plommonbackens stugor uppfördes i början av 1800-talet. Fasaderna är målade i gul kulör med röda snickeridetaljer, men även grönmålade hus förekommer. För sommargästernas nöje fanns ett badhus, också målat i gult och rött, som låg direkt öster om nuvarande Konditori Blockhusporten. Badstugan är numera riven. Plommonbackens sommarhus har upprustats till permanentbostäder och ägs av Djurgårdsförvaltningen som hyr ut dem.